# کلاندایک (اورگن)
کلاندایک (به انگلیسی: Klondike) یک منطقهٔ مسکونی در ایالات متحده آمریکا است که در شهرستان شرمن، اورگن واقع شده‌است. کلاندایک ۴۷۵ متر بالاتر از سطح دریا واقع شده‌است.